# Syllides longocirratus
Syllides longocirratus är en ringmaskart som först beskrevs av Örsted 1845.  I den svenska databasen Dyntaxa används istället namnet Syllides longocirrata. Syllides longocirratus ingår i släktet Syllides och familjen Syllidae. Arten är reproducerande i Sverige. Inga underarter finns listade i Catalogue of Life.